# Alessandro Caparco
Alessandro Caparco (n. 7 septembrie 1983, Moncalieri, Piemont, Italia) este un fotbalist italian retras din activitate, care a jucat pe post de portar la echipe ca FCM Târgu Mureș, US Grosseto și A.S.D. Calcio Ivrea⁠(d).

## Carieră
Născut în Moncalieri, Caparco și-a început activitatea fotbalistică la clubul său natal, A.S.D. Moncalieri Calcio, petrecând mai apoi 5 ani la un alt club italian, A.S.D. Montalto Ivrea. În 2008 s-a transferat la echipa de Serie B, Grosseto, unde a evoluat în 19 partide în 2 sezoane.
În septembrie 2010 s-a transferat pentru prima dată în cariera sa în străinătate, ca fotbalist liber de contract, la echipa de Liga I, FCM Târgu-Mureș. A avut 11 apariții la echipa ardeleană de care s-a despărțit în decembrie 2013. O lună mai târziu a semnat cu o altă formație din România, CSMS Iași, atunci în Liga a II-a. A fost un om de bază în returul campionatului, pierzându-și locul de titular la venirea lui Branko Grahovac în cadrul echipei ieșene.